# جوزفين بيل ويلسون بروس
كانت جوزفين بيل ويلسون بروس (29 أكتوبر 1853- 15 فبراير 1923) ناشطة في مجال حقوق المرأة في أواخر تسعينيات القرن التاسع عشر ومطلع العقد الأول من القرن العشرين. أمضت معظم وقتها وهي تعمل لدى المنظمة الوطنية للنساء الأفروأمريكيات. كانت بروس عضوًا بارزًا في واشنطن العاصمة طوال معظم حياتها حيث عاشت مع زوجها، السيناتور الأمريكي بلانش بروس. إضافةً إلى هذه الإنجازات، كانت أول مدرّسة سوداء في نظام المدارس العامة في كليفلاند، وأصبحت في نهاية المطاف معلمة ذات سمعة مرموقة في جامعة توسكيجي في ألاباما.

## نشأتها
وُلدت جوزفين بيل ويلسون في فيلادلفيا في 29 أكتوبر 1853 للطبيب جوزيف ويلسون وإليزابيث هارنت ويلسون، وكانت الأولى من بين خمسة أولاد أنجبهما الزوجين. لم تمض عائلتها أكثر من سنة في فيلادلفيا، إذ انتقلت إلى كليفلاند في عام 1854. أعطت الأسرة الأولوية للتعليم وأرسلت جوزفين إلى ثانوية كليفلاند المركزية، حيث تخرجت في عام 1871. بعد تخرجها، التحقت بدورات تعليمية عديدة منحتها الفرصة للتعليم في مدرسة مايفلاور، الأمر الذي جعلها المدرّسة السوداء الأولى في نظام المدارس العامة في كليفلاند.

## حياتها الشخصية
في عام 1878 تزوجت بلانش بروس وسافرت في كافة أنحاء أوروبا واكتسبت الخبرة والثقافة معًا. عند عودتهما إلى الولايات المتحدة، استقرا في واشنطن دي سي بهدف أن يتمكن زوجها من السعي وراء مسيرة مهنية في السياسة، في حين أصبحت هي ناشطة. أنجبت بروس ابنها الوحيد، روسكو كونكلينغ بروس، في عام 1879. سُمّي على اسم السيناتور الجمهوري روسكو كونكلينغ، الذي كان قد ساعد زوج جوزفين في مواجهة التمييز العنصري في أثناء أدائه اليمين أمام الكونغرس. أجّلت عمادة ابنها حتى يصبح بالإمكان أخذه إلى كليفلاند، بهدف أن يعمّد ابنها الكاهن ذاته الذي قام بتزويجها.
كرست بروس حياتها للمنظمة الوطنية للنساء الأفروأمريكيات، وترشحت بنجاح لمنصب نائب رئيس المنظمة في عام 1896. في عام 1898، توفي زوجها، بلانش كي. بروس، تاركًا إياها أرملة. بعد وفاة زوجها، تمكنت بنجاح من إدارة أموال وأرض زوجها الراحل. منحها بوكر تي. واشنطن الفرصة لتصبح المديرة في جامعة توكسيجي التي يعمل فيها منذ عام 1899 حتى عام 1902، حيث واصلت تعزيز التعليم. منحتها هذه الفرصة القدرة على تقديم التدريب لمعلمي المدارس الآخرين إذ كان المعهد نفسه مهنيًا. لم يكن طلاب معهد توكسيجي من عائلات أرستقراطية، خلافًا للطلاب الذين كانت قد عملت معهم في الماضي. كان انتقالها إلى الجنوب الريفي انتقالًا صعبًا لشخص اعتاد على نمط الحياة الكوزموبوليتانية. كانت بروس عرضة للانتقاد في بعض الأحيان لقبولها بدور المديرة السيدة. في كثير من الأحيان كان يُنظر إليها على أنها امرأة ثرية حصلت على عمل امرأة شابة أقل حظًا تمتلك قدرة أكبر على التواصل مع طلاب المدرسة.
ألهمت منحة بروس الدراسية ابنها، روسكو بروس، على التخرج في جامعة هارفارد في عام 1902، لتتيح له أن يصبح رئيس القسم الأكاديمي في جامعة توكسيجي في نهاية المطاف. انتقلت بروس بعد ذلك إلى ميسيسيبي لمدة قصيرة للعيش مع عائلتها، فقط لتعود إلى واشنطن دي سي للترشح لرئاسة الجمعية الوطنية للنساء الأفروأمريكيات في عام 1906. توفيت بروس إثر سكتة قلبية في أثناء نومها في 15 فبراير 1923 في كيمبال، فيرجينيا الغربية.

## حياتها الاجتماعية
كانت بروس مضيفة بارعة وعضوًا بارزًا، على وجه التحديد خلال سنوات زواجها في مجلس الشيوخ. أشارت صحيفة واشنطن بي التي أصدرتها الجمعية الأمريكية الأفريقية إلى أن بروس «تدفع وتتلقى اتصالات من مجموعتها المختارة مع اهتمام دائم بآداب اللياقة».